# Batalla de Geneina (2023)
La batalla de Geneina fue un enfrentamiento bélico por el control de Geneina, la ciudad capital del estado de Darfur del Oeste, entre las paramilitares Fuerzas de Apoyo Rápido (RSF) y las Fuerzas Armadas de Sudán en el contexto de la tercera guerra civil sudanesa. Para el 25 de abril de 2023, los combates se intensificaron y se desarrollaron a lo largo de líneas tribales, con los pueblos masalit y no árabes apoyando a las Fuerzas Armadas del Sudán y a la Fuerza Conjunta de Darfur alineada, formada por antiguos grupos rebeldes, incluidos el Movimiento de Liberación de Sudán y el Movimiento por la Justicia y la Igualdad, contra las FAR y las milicias árabes aliadas.
Miles de civiles y soldados murieron tras el estallido de los combates, y las organizaciones humanitarias han equiparado los asesinatos indiscriminados de civiles a lo largo de la batalla con el genocidio de Ruanda. Las Fuerzas de Apoyo Rápido capturaron la ciudad el 22 de junio, y surgieron informes de limpieza étnica de civiles no árabes en la ciudad. Desde agosto de 2023 se han descubierto más de 1.000 cadáveres en decenas de fosas comunes, principalmente de civiles de Masalit y Burgo.

## Contexto
En las primeras horas de la mañana del 15 de abril de 2023, los insurgentes iniciaron una serie de asaltos a edificios clave en Jartum, principalmente el Aeropuerto Internacional de Jartum. Durante su ataque al aeropuerto, las RSF supuestamente atacaron un avión saudita que llegaba al aeropuerto, pero no se han reportado víctimas entre los pasajeros y la tripulación. UnicornFrt y los insurgentes se vieron envueltos en una feroz lucha. Las RSF también capturaron el palacio presidencial, la residencia del exdictador sudanés Omar al-Bashir, y atacaron una base militar. Los usuarios de Facebook Live y Twitter documentaron a la Fuerza Aérea de Sudán volando sobre la ciudad y golpeando los objetivos de las RSF.

## Batalla
La batalla comenzó el 15 de abril de 2023, después de que las RSF supuestamente capturaran la ciudad, horas después de que se informaran los primeros ataques, los enfrentamientos se reanudaron desde donde se informó que más de 200.000 a 300.000 civiles de estaban huyendo de la urbe.
Inicialmente, se informó que la ciudad fue una de las primeras capturadas por las fuerzas de las RSF, siendo clave para capturar otras ciudades y pueblos a su alrededor, incluido Nyala, hasta que la lucha se intensificó aún más. RSF logró capturar pueblos y ciudades a su alrededor, incluidos Kabkabiya, Nyala y Zalingei, que disputa con las fuerzas SAF, varios altos el fuego también fallaron para la ciudad.
Entre el 24 al 25 de abril, la lucha se reanudó repentinamente. Se informó que las milicias de las comunidades masalit y árabe se unieron a la lucha.

### Toma de Geneina
Según los informes, el 2 de mayo de 2023, las Fuerzas de Apoyo Rápido restablecieron el control de la ciudad por segunda vez, y también recuperaron parte de la tierra que habían perdido anteriormente. Se confirma que 200 personas murieron en los combates callejeros y los disparos aún presentes dentro de la ciudad.

### Tercera batalla por la ciudad (12 de mayo-22 de junio)
Los combates estallaron por tercera vez el 12 de mayo, después de que milicias alineadas con RSF atacaran milicias civiles cerca de la calle Zalat. El Sindicato de Médicos Sudaneses declaró que el número de muertos de los ataques fue de 280 muertos y más de 160 heridos, y que ese número aumentará a medida que continúen los combates.  El 14 de mayo, los barrios de al-Buhaira, al-Thawra, al-Tadamon, al-Majlis y al-Madares quedaron atrapados en el fuego cruzado. En un intento por aliviar los combates, el gobernador de Darfur Occidental, Minni Minnawi, anunció la creación de una "Fuerza Conjunta de Darfur" compuesta por los movimientos rebeldes que firmaron el Acuerdo de Paz de Juba de 2020.  La organización Sudanese Women of Change, con sede en Darfur, calificó la situación en El Geneina como un "escenario de genocidio de Ruanda". 
Para el 16 de mayo, los residentes de El Geneina declararon que Internet solo estaba disponible durante el día, y que los cortes de energía, la escasez de alimentos y la escasez de agua eran continuos.
Durante el nuevo estallido de los enfrentamientos, hubo momentos en que no había hospitales en funcionamiento en Geneina. El Sindicato de Médicos de Darfur Occidental declaró que 280 personas murieron y más de 300 resultaron heridas entre el 12 y el 15 de mayo. Después de los combates, las imágenes satelitales mostraron varias escuelas, negocios y vecindarios quemados debido a los enfrentamientos.Para el 21 de mayo, todos los campos de desplazados y refugiados en Geneina fueron incendiados. El 24 de mayo, una fuente del SLM-MM anunció que el ejército había iniciado una intervención en Geneina, muy probablemente respaldada por las RSF. También informaron que el ejército del Movimiento Justicia e Igualdad se había unido al ejército. Junto con los informes vinieron varias pérdidas por parte de ambos grupos, se informó que habían sido emboscados violentamente por las fuerzas de RSF en Geneina.